# Svarta marknaden i Sverige under andra världskriget

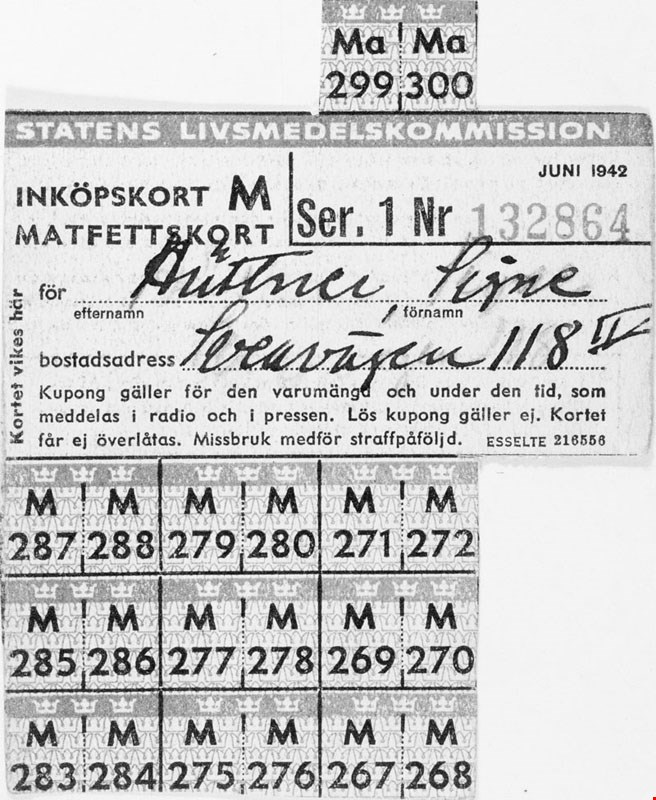
Svenskt ransoneringskort från andra världskriget

Svarta marknaden i Sverige under andra världskriget startade i och med fyrtiotalets ransoneringar, där illegal handel av de reglerade varorna pågick. De ransonerade varorna inkluderade bland annat mjöl, bröd, matfett samt kött- och fläskvaror. Utöver dessa baslivsmedel reglerades även försäljningen av vissa textilprodukter, skor, tvättmedel, olja och bensin. Ransoneringarna infördes i Sverige den 27 mars 1940, och de flesta baslivsmedlen ransonerades fram till 1948-1949. Den sista varan under ranson, kaffe, fick åter fri försäljning 18 augusti 1951.

## Svarta marknadens begynnelse

### Ransoneringarna
Ransoneringssystemet var utarbetat av folkförsörjningsnämnden, som med hjälp av kristidsnämnderna började dela ut det första ransoneringskortet, det så kallade "beredskapskortet". Hösten 1939 tog Livsmedelskommissionen över folkförsörjningsnämndens uppgifter och fick därmed ansvaret för ransoneringarna. Ransoneringen av te och kaffe infördes i mars 1940 varav beredskapskortet för första gången kom till användning, men senare fick dessa två livsmedel ett eget inköpskort. När socker började ransoneras i april samma år kom beredskapskortet åter till användning. Ett nytt beredskapskort utdelades sommaren 1940 då mjöl, bröd, fläsk och matfett började ransoneras senare under året.

### Ökad brottslighet och ransoneringsförbrytelse
Under andra världskriget ökade antalet bestraffade brott i Sverige kraftigt, i jämförelse med 1930-talets nivå. Den bestraffade brottsligheten nådde sin höjd 1943 och höll en hög nivå fram till 1944-1945. De största kategorierna varav brottsligheten ökade var stölder och tillgreppsbrott, som nästan tredubblades mellan 1937 och 1943. Det gör sig troligt att stölduppgången förknippades med ransoneringsbrottsligheten, då år 1943 hade minst en fjärdedel av alla stulna föremål anknytning till den svarta marknaden. Under det första ransoneringsåret, 1940, utgjorde ransoneringsbrott 40 % av alla kristidsbrott. Året därpå (1941) ökade ransoneringsförseelsernas andel av kristidsbrotten medan andra områden minskade, varav de dominerade med mellan 65 och 60 % i andelstal.

## Svarta marknadens omfattning
Mellan åren 1940 och 1952 dömdes ungefär 67 000 personer för någon typ av ransoneringsbrott i Sverige. Däremot är det totala antalet ransoneringsbrott oklart då ingen person bokfördes för mer än en förseelse av ransonering, oavsett hur många brott den hade begått. 1940 och 1941 dömdes cirka 2000 individer för ransoneringsbrott per år, medan siffran steg till ungefär 6500 dömda år 1942. Det högsta antalet dömda för svartabörsbrottslighet erhålls 1943 varav siffran steg till ungefär 11 000 personer. Antalet dömda halverades från 1943 mot slutåren av kriget varav siffran låg på ca 5 000–6 000 per år. Mot slutet av 1940-talet minskade ransoneringsbrottsligheten yttermera. Av den totala siffran dömda för ransoneringsbrott under krigstiden hade en majoritet handlat illegalt med livsmedelsvaror, eller med kuponger angående livsmedel. Under denna tidsperiod hade cirka 45 000 individer utfört olagliga transaktioner med livsmedel, vilket utgör ungefär 2/3 av de totala dömda. Den kvarstående tredjedelen handlade huvudsakligen om svartabörsbrottslighet gällande motorbränsle, olja och gummidäck, samt textilier och skor till en mindre del. Dessa siffror utgör däremot endast de dokumenterade rättsfallen av ransoneringsbrott, och visar därmed enbart ytan av den verkliga kvantiteten svartabörsbrottsligheten i Sverige under andra världskriget, då många ransoneringsförseelser naturligtvis aldrig upptäcktes.

## Kontroll av den svarta marknaden
Trots diverse kontroller av den illegala handeln fungerade inte systemet felfritt. Exempelvis fick under sommaren 1945 Livsmedelskomissionen sammanställningar från olika kontroller hos kötthandlare. Över tusen butiker kontrollerades totalt, och av dessa klarade sig nästan 20 % utan anmärkning. Existensen av illegal försäljning tyder alltså på att leveranssystemet var bristfälligt. De som kunde driva försäljning utan att kräva kuponger måste själva utfört svarta inköp av varor eller ransoneringskuponger. För kontroll av både pris och kuponger under krigstiden användes kontrollanter, kvinnliga kontrollanter kallades kotlettsiréner eller köttsiréner, samtidigt som manliga kontrollanter kallades fläskadonisar. Det var troligtvis dessa som utförde kontroller hos kötthandlare. Denna typ av kontroll kallades för negativ kontroll och syftade på kontrollanter som gick till olika handlare för att undersöka om de sålde varor utan krav av kupong eller om de bröt mot föreskrifterna på annat sätt. Alla kristidsområden använde sig av prisombud som anlitade vidare kontrollanter. Beroende på städernas storlek fungerade kontrollsystemet olika bra, kontrollanterna kunde vara anonyma i större städer, medan detta blev svårare i de mindre städerna. Kontrollanterna kunde även vara förlåtande mot handlarna som begått ransoneringsbrott och enbart förebrå dem.

## Svarta marknadens struktur
Svarta marknadens ransoneringsbrott sträckte sig från små enskilda varubrott till organiserade ligor. Dessa ligor kunde stjäla ransoneringskuponger eller tillverka egna falska kuponger. Alla brott mot ransoneringarna räknas tillhöra den svarta börsen. De olika typerna av ransoneringsbrott kan kategoriseras in i två huvudgrupper; varubrott och kupongbrott:
| Varubrott                          | Kupongbrott                    |
| ---------------------------------- | ------------------------------ |
| Enskilda personers livsmedelsbrott | Enskilda personers kupongbrott |
| Butiksägare och grossister         | Butiksägare och grossister     |
| Kafé- och restaurangidkare         | Kupongstöldsligor              |
| Andra varor än livsmedel           | Falsktryckningsligor           |

### Varubrott

#### Enskilda personers livsmedelsbrott
Med benämningen "enskilda personers livsmedelsbrott" menas olika brottsfall där en eller flera privatpersoner ägnat sig åt illegal handel med ransonerade matvaror. Till exempel så uppstod ofta en illegal marknad runt spannmålskvarnar, där man producerat och sålt åtskilliga varor vid sidan av den reglerade marknaden.

#### Butiksägare och grossister
Det var vanligt att butiksägare och grossister under andra världskriget åtalades för ransoneringsbrott, antingen med hjälp av anställd personal eller som ansvarig ägare. Ofta kunde brottsligheten handla om försäljning utan att kräva kuponger i utbyte, men då med ett högre pris för varan. Det gör sig tydligt att flertal butiker haft tillgång till "svarta" leverantörer, då flera rättsfall handlat om affärer som sålt stora mängder ransonerade varor å illegal väg. Till exempel lyckades en handlare från Lidingö sälja kupongfritt kött under flera år innan polisen upptäckte honom, varav hans svarta handel beräknades till minst 2 ton kött.

#### Kafé- och restaurangidkare
Kaféer och restauranger som var missnöjda med ransoneringssystemets tilldelningar och ville förbättra sin tillgång på råvaror vände sig till den svarta marknaden. För de som hade illegala varor att sälja var restauranger och kaféer attraktiva ställen att erbjuda svart handel.

#### Andra varor än livsmedel
Svartabörsmarknaden dominerades av livsmedelsvaror, men det förekom även illegala transaktioner med andra produkter. En estimerad tredjedel av dem som dömdes för ransoneringsbrott bröt mot andra varubestämmelser än livsmedel. Framförallt handlade det om varor som textilier, gummidäck, olja och bensin.

### Kupongbrott

#### Enskilda personers kupongbrott
När det gäller enskilda personers kupongbrott handlade det oftast om individer som försökt sälja en mindre andel av deras egna kuponger. Dessa gick oftast oupptäckta av polisen och myndigheterna på grund av dess småskaliga omfattning. Emellertid blev ett antal medborgare dömda för illegal handel av kuponger. Kupongbrotten kunde däremot vara betydligt större än en försäljning av några enstaka kuponger. En liga som specialiserat sig på uppköp av kuponger blev avslöjade efter en husrazzia hos en direktör på Östermalm i Stockholm. Polisen fick reda på de illegala affärerna efter att ha upptäckt ett brev avsänt från Visby fyllt med giltiga ransoneringskuponger samt en begäran om betalning. En försäljare på Gotland som etablerat en egen kupongcentral visade sig vara avsändaren av brevet. Försäljaren hade köpt oanvända kuponger och i sin tur sålt dessa vidare till uppköpare runt om Sverige. En av dessa var alltså direktören på Östermalm.

#### Butiksägare och grossister
För att göra nya varuinköp krävdes det att näringsidkarna redovisade de ransoneringskuponger de erhållit från kunder för sina grossister. Ett stort antal köpmän köpte därmed kuponger via den svarta marknaden för att använda dem till sina egna redovisningar. Handlade det om förfalskade kuponger upptäcktes detta ofta vid stickprovskontroller som genomfördes av myndigheterna i samarbete med Kriminaltekniska anstalten.

#### Kupongstöldsligor
Kupongstöldsligorna (samt falsktryckningsligorna) räknas utgöra den allvarligaste och grövsta ransoneringsbrottsligheten under andra världskriget. Under fyrtiotalets Sverige passerade ungefärligen 18 miljarder kuponger genom det svenska samhället. Systemet var inte ogenomträngligt och en viss andel av ransoneringskupongerna hamnade på den svarta marknaden. Hur den illegala kupongmarknaden försågs med äkta kuponger kan förklaras med två övergripande orsaker. Den första är att personer som arbetade inom krisförvaltningen eller på andra håll kom i kontakt med kupongverksamhet kunde lägga beslag på kuponger. Därefter sålde de vidare dessa till så kallade "svartabörshajar". Det andra sättet rörde direkta inbrott hos kristidsnämnder. Gärningsmän stal då hela partier med kuponger för att sälja dessa på den svarta marknaden. Inom den svartabörsmarknaden fanns ett flertal ligor som specialiserat sig på uppköp och vidareförsäljning av ransoneringskuponger. Sannolikt var åtskilliga ligor små och opererade självständigt ifrån andra ligor, dock har polisintervjuer avslöjat vissa personer som ledare för större organiserade svartabörsligor. Det talades om att dessa större ligor hade nätverk över olika håll i Sverige, varav Stockholm och Göteborg ofta kopplades ihop. Det fanns tre personer som återkommande utnämndes till svarta marknadens konkreta giganter. Dessa var en livsmedelsgrossist vid namnet Lundström, "Strömsborg-Svensson" som tjänstgjorde både i Stockholm och Göteborg samt även varugrossisten Wåhlin i Göteborg.

#### Falsktryckningsligor
Det var inte förrän 1942 man uppmärksammade att det fanns en falsktryckningsverksamhet i samband med ransoneringskupongerna. Detta skedde då välgjorda förfalskade kuponger upptäcktes av myndigheterna vid rutinkontroller av inskickade redovisningar. Det första falsktryckeriet att avslöjas var ett hemligt tryckeri på Skånegatan, Södermalm 1944. Ligamedlemmarna togs på bar gärning emedan ett stort parti kaffekuponger var under tryckning. Kupongerna var fullkomligt överensstämmande med dem som skulle börja delas ut inom några dagar av kristidsnämnderna. Detta ledde till ett flertal avslöjningar av olika falsktryckerier mellan 1944 och 1945. Den svarta marknaden tycktes vara översvämmad av förfalskningar, eftersom det inströmmade flera tusen nya oäkta kuponger dagligen.

## Straff för ransoneringsbrott
De olika straffen för ransoneringsbrott under andra världskrigets kristid varierade, men generellt var kupongbrotten hårdare bestraffade än varubrotten. Under krigsförloppet uppmärksammades myndigheterna om den svarta handelns upptrappning och valde då att, bland andra åtgärder, införa en ny lag som skulle skärpa straffen för ransoneringsbrott. Lagen infördes den 7 juni 1942 och innebar att det högsta straffet för ransoneringsbrott höjdes från sex månaders fängelse, till två års straffarbete. Från 1940 till 1948 dömdes 503 personer till fängelse för kristidsbrott (ransoneringsbrottsligheten utgjorde sannolikt nästan en totalt majoritet av alla kristidsbrott). Resterande ransoneringsdömda i Sverige straffades med dagsböter och de som dömdes till fängelse hade generellt sätt utfört de grövsta ransoneringsbrotten.